# Luke Ayling
Luke Ayling, född 25 augusti 1991 i Lambeth, är en engelsk fotbollsspelare (försvarare) som spelar för Middlesbrough. Han kan spela som högerback, mittback eller defensiv mittfältare.

## Klubblagskarriär

### Arsenal
Ayling kom som tioåring till Arsenals ungdomsakademi. Han skrev på ett lärlingskontrakt med klubben 2007, och säsongen 2008/09 var han en av nyckelspelarna när Arsenals ungdomslag vann både Premier Academy League och FA Youth Cup. Han spelade då mittback tillsammans med Kyle Bartley. 
I juni 2009 skrev han på sitt första proffskontrakt, över ett år, med Arsenal. Han satt på bänken den 9 december 2009 när redan klara gruppvinnaren Arsenal förlorade med 1-0 mot Olympiakos i Champions League, men blev annars inte uttagen i truppen.

#### Yeovil Town (lån)
I mars 2010 lånades Ayling ut till Yeovil Town, inledningsvis på en månad. Den 2 april 2010 gjorde han sin professionella debut för League One-klubben, då han kom in som avbytare i en match mot Southend United. Den 14 april förlängdes hans lån till säsongsslutet.

### Yeovil Town
Den 30 juni 2010 skrev Ayling på permanent för Yeovil, efter att hans kontrakt med Arsenal löpt ut. Han tog direkt en ordinarie plats i truppen och spelade 40 matcher i alla tävlingar under sin första säsong, men hade disciplinära bekymmer och drog på sig två röda och tretton gula kort. Under sin andra säsong i klubben spelade Ayling 48 matcher, samtliga från start.
Den 11 maj 2012 skrev Ayling på en kontraktsförlängning på två år. Efter att ha slutat på tabellens nedre hälft under Aylings två första säsonger i klubben, åstadkom Yeovil 2012/13 en fjärde plats i League One och därmed kval. Ayling spelade 47 matcher under säsongen, inklusive hela playoffinalen på Wembley när Yeovil besegrade Brentford med 2-1 och för första gången i klubbens historia vann uppflyttning till Championship.
Den 27 augusti 2013 gjorde Ayling sitt första mål på professionell nivå i en ligacupmatch mot Birmingham, som Yeovil förlorade på straffar efter 3-3 vid full tid. Senare samma säsong, den 18 mars 2014, gjorde han sitt första seriemål, då han kvitterade till 3-3 mot Wigan borta i matchens 95:e minut. Ayling spelade 46 matcher under säsongen men kunde inte förhindra att Yeovil slutade på sista plats i sin första säsong i Championship. När klubben flyttades ner till League One igen tackade Ayling nej till ett erbjudande om kontraktsförlängning.

### Bristol City

#### 2014/2015
Den 8 juli 2014 skrev Ayling på ett treårskontrakt med Bristol City. Aylings kontrakt med Yeovil hade löpt ut, men då han var under 24 år gammal fick klubben trots detta viss ersättning, vars storlek inte offentliggjordes. Ayling debuterade för Bristol City den 9 augusti 2014 mot Sheffield United. Hans första säsong i den nya klubben blev en stor framgång. Den 22 mars 2015 vann Bristol City Football League Trophy, efter 2-0 mot Walsall i finalen. Den 18 april stod klubben som seriesegrare i League One med två omgångar kvar, och vann därmed direktuppflyttning till Championship. Ayling gjorde 58 framträdanden under säsongen inklusive varenda minut av klubbens 46 seriematcher.

#### 2015/2016
Under säsongen 2015/16 missade Ayling matcher på grund av en knäskada. Han spelade totalt 36 matcher under säsongen, medan Bristol City slutade på 18:e plats i Championship och klarade sig kvar i divisionen med tolv poängs marginal. Under sin tid i Bristol City spelade Ayling huvudsakligen som mittback i en trebackslinje.

### Leeds United

#### 2016/2017
Den 11 augusti 2016 värvades Ayling av Leeds United för 750 000 pund. Han debuterade två dagar senare, då han spelade från start i en seriematch mot Birmingham City. Ayling var ordinarie högerback för Leeds United under hela säsongen och spelade 42 av 46 seriematcher, samtliga från start.

#### 2017/2018
Ayling fortsatte som ordinarie i startelvan under inledningen av säsongen 2017/18, och deltog som ende spelare i samtliga av klubbens tjugo första matcher. Den 9 augusti 2017 bar Ayling för första gången lagkaptensbindeln i Leeds United, när ordinarie lagkaptenen Liam Cooper vilades i ligacupsegern med 4-1 mot Port Vale. Han utsågs till klubbens bäste spelare i augusti 2017. Den 19 oktober 2017 skrev Ayling på ett nytt fyraårskontrakt med Leeds United, giltigt fram till juli 2021.
På nyårsdagen 2018 drabbades Ayling av en fotskada under en match mot Nottingham Forest. Skadan troddes inledningsvis inte vara allvarlig, men senare i januari tvingades Ayling till operation varefter han förväntades missa resten av säsongen. Han gjorde sin återkomst efter skadan den 6 maj 2018, då Leeds besegrade Queens Park Rangers med 2-0 i säsongens sista match.

#### 2018/2019
Den 18 augusti 2018, i säsongens tredje seriematch, gjorde Ayling sitt första mål för Leeds United då han nickade in det första målet i en seger med 2-0 över Rotherham United. Den 6 oktober fick Ayling sitt första röda kort med Leeds på stopptid efter en kontroversiell domarinsats, varvid han stängdes av i en match. Den 27 oktober tvingades Ayling bryta en hemmamatch mot Nottingham Forest med en ankelskada, och befarades vara borta i en längre tid. Han överraskade dock med att vara åter i spel redan den 23 december mot Aston Villa. Ayling hann spela 42 tävlingsmatcher under säsongen inklusive de bägge playoffsemifinalerna mot Derby County som avslutade en säsong där Leeds slutat på tredje plats i tabellen.

#### 2019/2020
Under sommaren 2019 tackade Leeds United nej till bud på Ayling. Han missade försäsongen på grund av skada och gjorde sin första match för säsongen den 1 oktober, ett inhopp i segern med 1–0 hemma mot West Bromwich Albion. Samma dag skrev han ett nytt fyraårskontrakt med klubben. Ayling röstades fram till PFA Player of the Month för sina insatser i december 2019, bland dessa ett mål och två framspelningar när Leeds den 29 december bortabesegrade Birmingham City med 5–4.

### Middlesbrough
I januari 2024 lånades Ayling ut till Middlesbrough på ett låneavtal över resten av säsongen 2023/2024. I maj 2024 blev han klar för en permanent övergång till Middlesbrough och skrev på ett tvåårskontrakt med klubben.